# مسجد محقق
مسجد محقق (بالفارسية: مسجد محقق) هو مسجد تاريخي يعود إلى عصر القاجاريون، ويقع في اصطهبانات.